# Сантос, Эдсон дос
Э́дсон дос Сантос (порт.-браз. Édson dos Santos; 19 марта 1933, Ильеус) — бразильский футболист, центральный защитник . 

## Карьера
Эдсон начал карьеру в клубе «Америка» в 1954 году и выступал до 1958 года. Оттуда он перешёл в «Палмейрас», с которым стал чемпионом штата Сан-Паулу, «Спорт Ресифи» и «Ботафого». В марте 1960 года он перешёл в стан аргентинского клуба «Бока Хуниорс», где дебютировал 12 марта с перуанской «Альянсой Лимой», выйдя на замену вместо Витора Бенитеса. В 1962 году Эдсон помог клубу выиграть чемпионат страны. Всего за клуб футболист провёл 64 матча. Также он выступал за клуб «Санта-Круз».
12 июня 1956 года Эдсон дебютировал в составе сборной Бразилии в матче Кубка Освалдо Круза с Парагваем, в двух матчевом турнире, где его команда одержала победу. В том же году он помог команде победить в Кубке Атлантики. В 1957 году он поехал на чемпионат Южной Америки, где сыграл все 6 матчей, а его команда заняла второе место. После этого он два года не выходил на поле в футболке сборной страны. В декабре 1959 года он поехал на свой второй чемпионат Южной Америки. Там он провёл все 4 матча, в которых был капитаном сборной. Бразилия заняла на турнире третье место. 27 декабря 1959 года Эдсон провёл свой последний матч за национальную команду, в котором Бразилия победила Эквадор мо счётом 2:1. А сам защитник был в этом матче капитаном сборной страны. Всего за сборную Бразилии Эдсон сыграл 18 матчей.

## Международная статистика
| Матчи Эдсона за сборную Бразилии | Матчи Эдсона за сборную Бразилии | Матчи Эдсона за сборную Бразилии | Матчи Эдсона за сборную Бразилии | Матчи Эдсона за сборную Бразилии | Матчи Эдсона за сборную Бразилии | Матчи Эдсона за сборную Бразилии |
| -------------------------------- | -------------------------------- | -------------------------------- | -------------------------------- | -------------------------------- | -------------------------------- | -------------------------------- |
| №                                | Дата                             | Место проведения                 | Оппонент                         | Счёт                             | Голы                             | Турнир                           |
| 1                                | 12 июня 1956                     | Асунсьон                         | Парагвай                         | 2:0                              | —                                | Кубок Освалдо Круза              |
| 2                                | 17 июня 1956                     | Асунсьон                         | Парагвай                         | 5:2                              | —                                | Кубок Освалдо Круза              |
| 3                                | 24 июня 1956                     | Рио-де-Жанейро                   | Уругвай                          | 2:0                              | —                                | Кубок Атлантики                  |
| 4                                | 1 июля 1956                      | Рио-де-Жанейро                   | Италия                           | 2:0                              | —                                | Товарищеский матч                |
| 5                                | 8 июля 1956                      | Буэнос-Айрес                     | Аргентина                        | 0:0                              | —                                | Товарищеский матч                |
| 6                                | 5 августа 1956                   | Рио-де-Жанейро                   | Чехословакия                     | 0:1                              | —                                | Товарищеский матч                |
| 7                                | 8 августа 1956                   | Сан-Паулу                        | Чехословакия                     | 4:1                              | —                                | Товарищеский матч                |
| 8                                | 13 марта 1957                    | Лима                             | Чили                             | 4:2                              | —                                | Чемпионат Южной Америки 1957     |
| 9                                | 21 марта 1957                    | Лима                             | Эквадор                          | 7:1                              | —                                | Чемпионат Южной Америки 1957     |
| 10                               | 23 марта 1957                    | Лима                             | Колумбия                         | 9:0                              | —                                | Чемпионат Южной Америки 1957     |
| 11                               | 28 марта 1957                    | Лима                             | Уругвай                          | 2:3                              | —                                | Чемпионат Южной Америки 1957     |
| 12                               | 31 марта 1957                    | Лима                             | Перу                             | 1:0                              | —                                | Чемпионат Южной Америки 1957     |
| 13                               | 3 апреля 1957                    | Лима                             | Аргентина                        | 0:3                              | —                                | Чемпионат Южной Америки 1957     |
| 14                               | 5 декабря 1959                   | Гуаякиль                         | Парагвай                         | 3:2                              | —                                | Чемпионат Южной Америки          |
| 15                               | 12 декабря 1959                  | Гуаякиль                         | Уругвай                          | 0:3                              | —                                | Чемпионат Южной Америки          |
| 16                               | 19 декабря 1959                  | Гуаякиль                         | Эквадор                          | 3:1                              | —                                | Чемпионат Южной Америки          |
| 17                               | 22 декабря 1959                  | Гуаякиль                         | Аргентина                        | 1:4                              | —                                | Чемпионат Южной Америки          |
| 18                               | 27 декабря 1959                  | Гуаякиль                         | Эквадор                          | 1:4                              | —                                | Товарищеский матч                |

## Достижения
- Обладатель Кубка Освалдо Круза: 1956
- Обладатель Кубка Атлантики: 1956
- Чемпион штата Сан-Паулу: 1959
- Чемпион Аргентины: 1962